# Panamerikanische Konferenz (1889)
Die Panamerikanische Konferenz von 1889 fand zwischen dem 2. Oktober 1889 und dem 19. April 1890 in Washington statt.
An diesem Kongress nahmen Vertreter aller amerikanischen Staaten mit Ausnahme von Paraguay, Haiti und Santo Domingo teil. Der Kongress wurde auf Einladung der USA veranstaltet, um über einen engeren wirtschaftlichen und politischen Zusammenschluss Amerikas zu beraten. 
Gegenstand der Beratungen waren die Erleichterung der Handelsbeziehungen durch Zollverträge und durch ein einheitliches Maß-, Gewichts- und Münzsystem, Einsetzung von internationalen Schiedsrichtern (Ombudsmännern) und Ähnliches.
Diesen Vorschlägen standen jedoch vornehmlich lateinamerikanische Vertreter reserviert gegenüber. José Martí etwa, der als Beobachter teilnahm, erklärte, er sei sehr sicher, dass die Iberoamerikaner sich vor der spanischen Tyrannei befreien würden, aber es sei an der Zeit, dass Hispanoamerika seine zweite Unabhängigkeit erkläre. Er meinte eine kulturelle und ideelle Unabhängigkeit vom nordamerikanischen Kontinent, wie er in seinem parallel zur Konferenz erscheinenden Essay Nuestra América deutlicher ausdrückte.
Die erste Panamerikanische Konferenz brachte nur geringe Ergebnisse hervor.